# Warnfried-Kirche (Osteel)

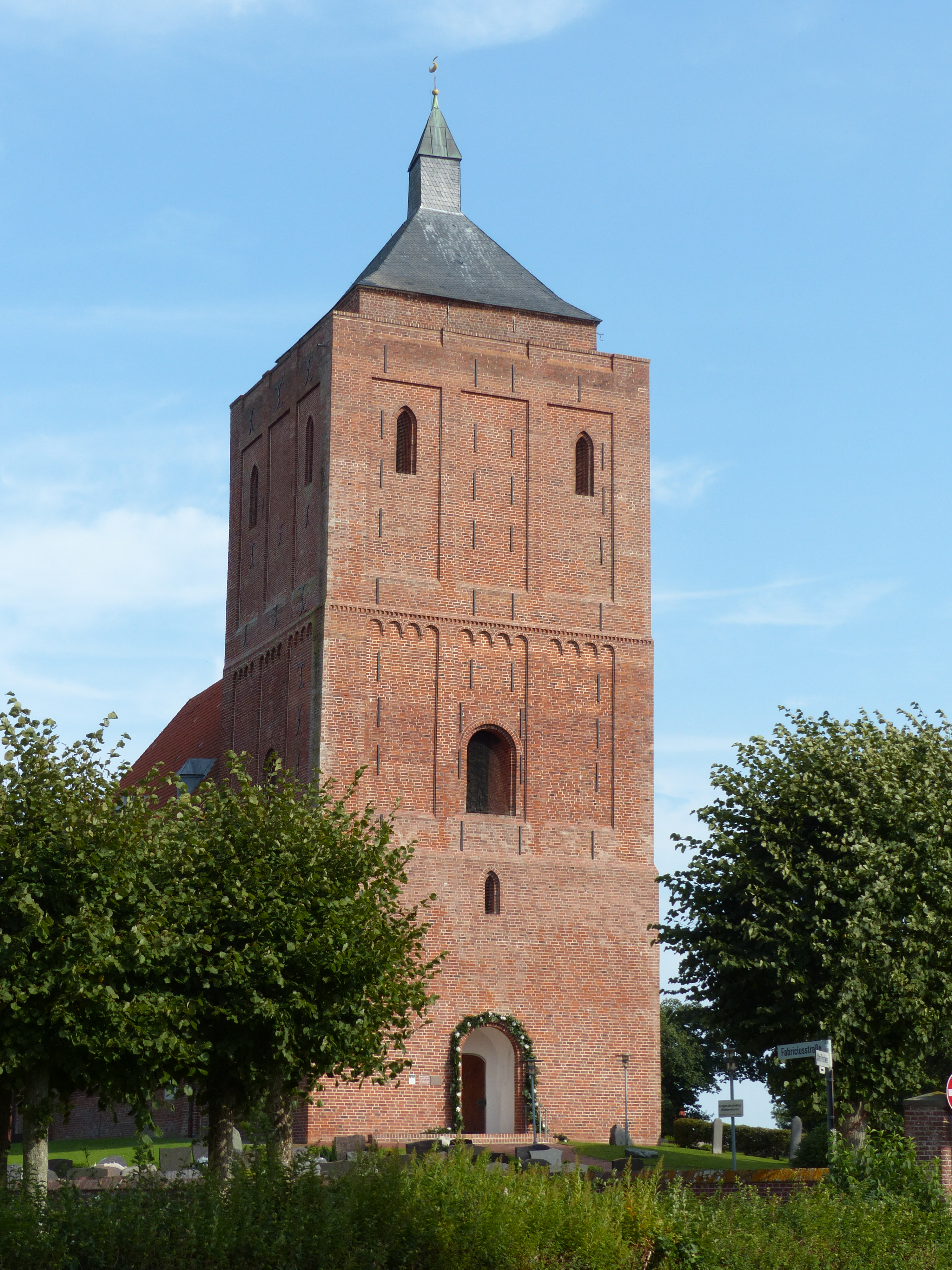
Kirchturm von Westen, Rundbögen und Spitzbögen

Die evangelisch-lutherische Warnfried-Kirche steht im ostfriesischen Ort Osteel in der Samtgemeinde Brookmerland. Ihre Ausstattung ist von überregionaler kunsthistorischer Bedeutung und umfasst Gegenstände aus zehn Jahrhunderten. Im 17. und 18. Jahrhundert verfiel die Kirche immer mehr, so dass sie 1830 größtenteils abgebrochen wurde. Bei dem anschließenden Umbau erhielt sie ihre heutige Gestalt.

## Geschichte

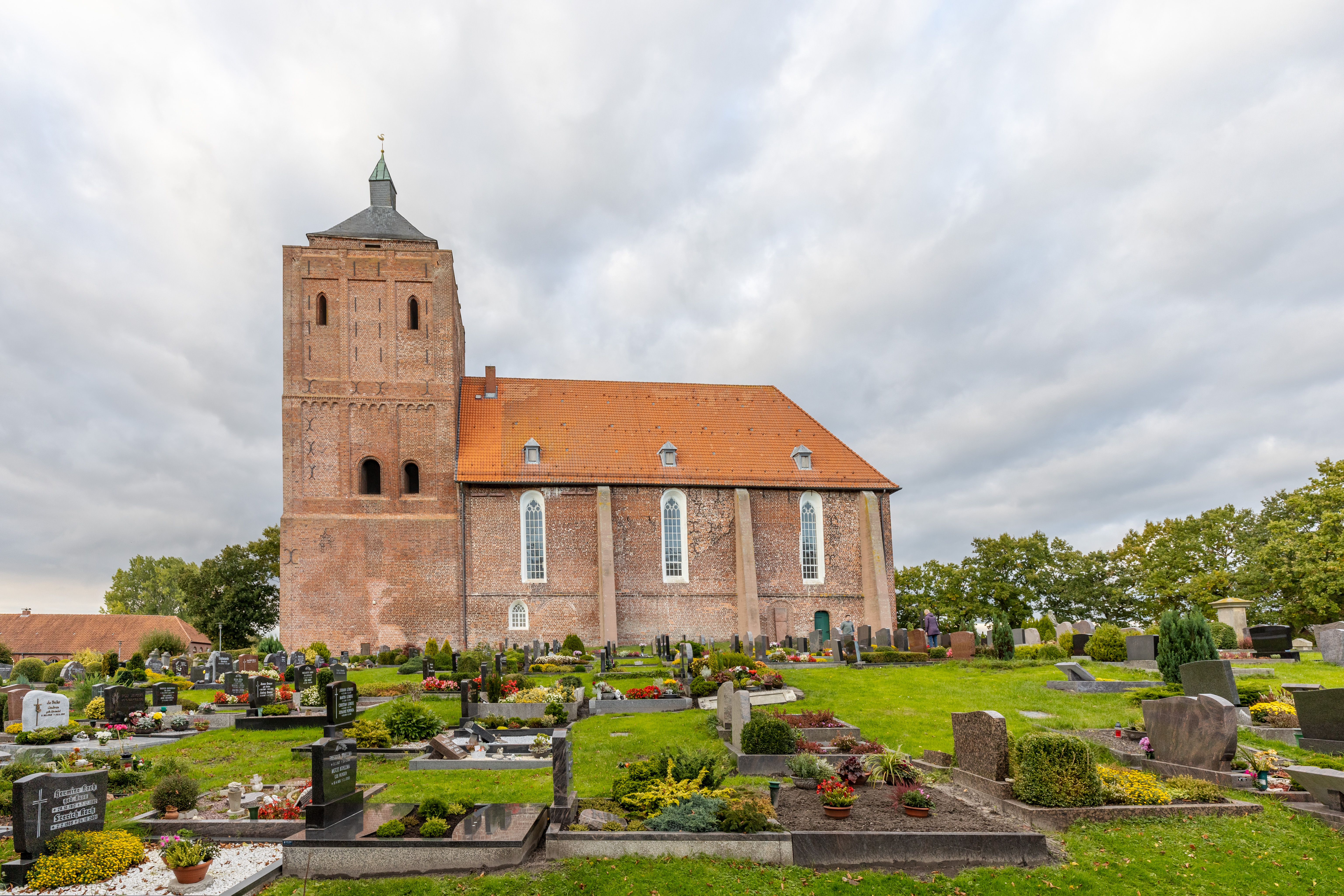
Turm und Kirchenschiff von Süden

Im nördlichen Brookmerland begann die groß angelegte Besiedelung nach der Julianenflut von 1164, bei der die Küstenabschnitte in Ostfriesland stark verwüstet wurden. Viele Bewohner dieser Landstriche zogen ins Landesinnere, um sich dort niederzulassen. Unbewohnt war die Region jedoch vorher nicht. Davon zeugen im Ortsgebiet gefundene Sarkophagdeckel aus rotem Buntsandstein, die von der Mitte des 11. Jahrhunderts bis zur zweiten Hälfte des 12. Jahrhunderts nach Ostfriesland exportiert wurden. Sie deuten zudem auf eine Vorgängerkirche, die aber bisher nicht lokalisiert werden konnte.
Im 13. Jahrhundert begannen die Dorfbewohner mit dem Bau der heutigen Kirche, der im dritten Viertel des Jahrhunderts abgeschlossen werden konnte. Nach Fertigstellung wurde das Gotteshaus dem heiligen Werenfried geweiht. Dieser war vermutlich ein irischer Friesenmissionar, der im Jahr 760 in Westervoort bei Arnheim starb.

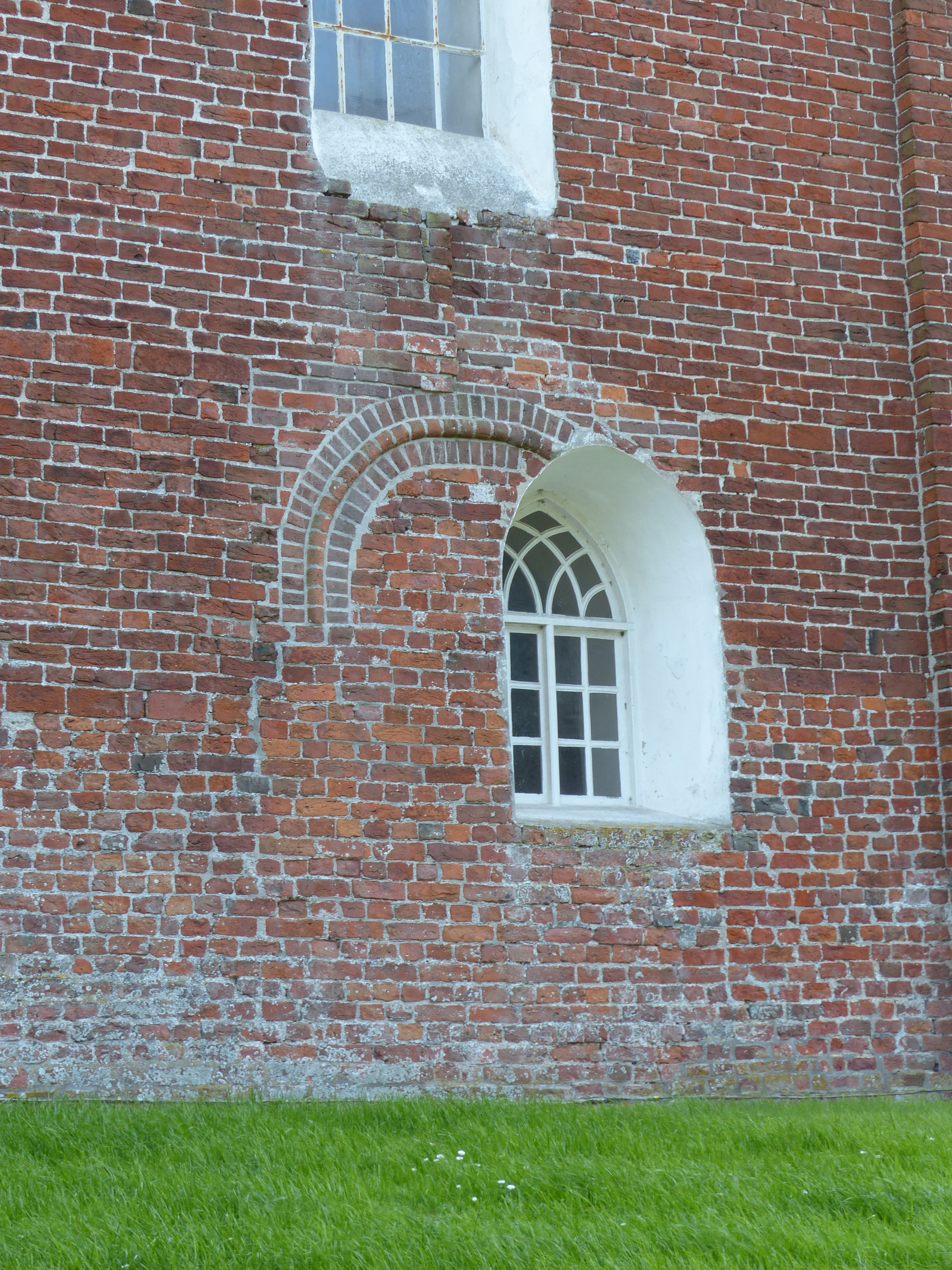
Bogen des alten Nordportals

Zu Zeiten seiner Erbauung war das Gebäude wesentlich größer als heute. Es stand in enger Beziehung zu der nur rund drei Kilometer entfernten Marienhafer Kirche und war stilistisch deutlich von dieser geprägt. Wie das Vorbild besaß es am Querschiff und Chor 47 Nischen. Welche Figuren hier einmal stehen sollten, oder ob dort jemals welche standen, ist allerdings unbekannt. Die Warnfried-Kirche war eine einschiffige, gewölbte Kreuzkirche mit rund 63 Metern Länge und hatte damit in etwa die gleiche Länge wie die Kirche von Engerhafe. Das Gebäude wurde nicht in einem Zug errichtet, sondern mehrfach im Laufe der Jahrhunderte umgebaut. Möglicherweise erweiterten die Dorfbewohner ihre Kirche unter dem Eindruck des heranwachsenden Gotteshauses von Marienhafe im Westen (Turm) und im Osten (Querschiff und Chor). Im 14. Jahrhundert erhielt es nach einer Mauererhöhung um 2,5 Meter ein neues Gewölbe.  Darauf deuten auch die schmalrippigen Pfeilerreste im Gebäude hin.
Bei einem Sturm im Jahre 1686 wurden das Dach der Kirche schwer beschädigt und das Gewölbe des Langhauses zerstört. Es wurde anschließend durch eine flache Holzdecke ersetzt.
Im Jahr 1830 wurden das Quer- und Chorschiff abgebrochen und das Langhaus um die Länge von 30 Metern verkürzt. Im Jahre 1891 wurde die heute vorhandene Holzkassettendecke eingebaut. Im Zuge dieses Teilabbruchs verlor auch der Turm seine Obergeschosse, so dass heute nur noch drei erhalten sind.

## Baubeschreibung

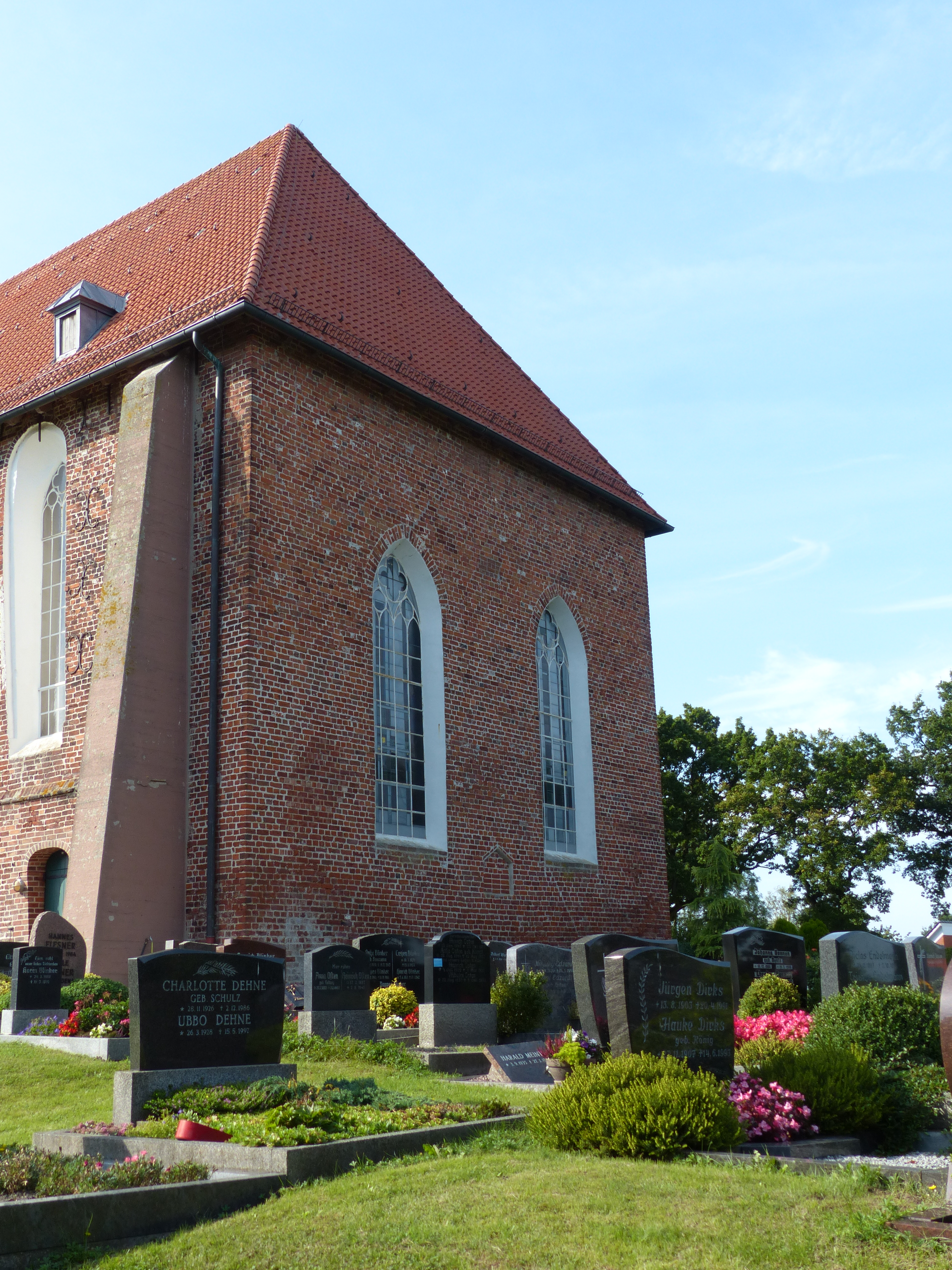
Ostabschluss seit 1830

Die Warnfried-Kirche ist eine rechteckige Einraumkirche mit eingebautem Westturm. Durch ihre enge architektonische Verbundenheit zur Marienhafer Kirche lässt sich die Kirche der Frühgotik zuordnen. Wie im Vorbild wies auch das Osteeler Gebäude zwischen Außen- und Innenwand einen Laufgang auf. Die Außenmauern sind schlicht gehalten. Dagegen sind die erhaltenen Obergeschosse des Turms durch Lisenen und Bogenfriese gegliedert.
An der südlichen Seite der Kirche befinden sich drei Stützpfeiler, weil sich dort die Wand um 40 Zentimeter nach außen neigt.
In ihrem Inneren ist die Kirche durch eine flache Bretterdecke nach oben abgeschlossen. An den Wänden finden sich die kräftigen, mehrfach abgestuften Wanddienste, die einst die Wölbung trugen. Im Zuge des Teilabbruchs wurde das Westportal erneuert und das Bauwerk mit einer neuen Wand nach Osten abgeschlossen, die durch zwei Spitzbogenfenster gegliedert ist.

## Ausstattung
Die Ausstattung der Kirche ist von überregionaler kunsthistorischer Bedeutung. Sie umfasst Gegenstände aus zehn Jahrhunderten, von denen mehrere in der Kirche ausgestellte Sarkophagdeckel aus dem 11. bis Ende des 12. Jahrhunderts die ältesten sind. Auf die Zeit der Romanik weist das Relikt eines Taufsteins, der dem 12. bis 13. Jahrhundert zugeordnet wird und aus Bentheimer Sandstein geschaffen wurde. Der moderne Aufsatz wurde 1993 angeschafft. Zur Ausstattung der Kirche gehört auch ein silberner Abendmahlskelch aus dem Jahre 1535. Er ist in gotisches Dekor eingebettet. An seinem Knauf befinden sich Renaissance-Engelsköpfe und am Schaft gotische Fialen. Der Kelch wird nicht mehr benutzt und ist an die Johannes a Lasco Bibliothek in Emden ausgeliehen.

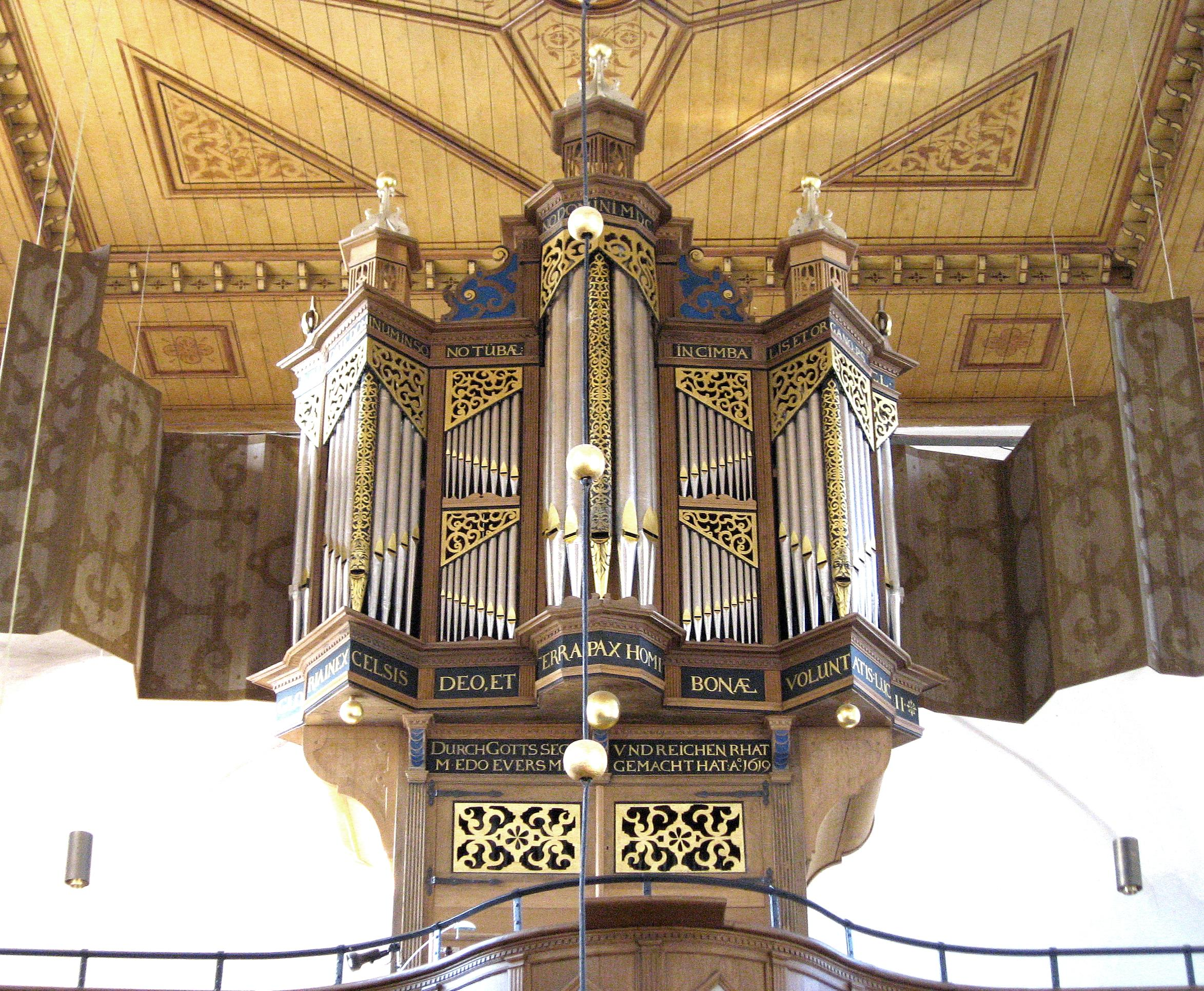
Orgelprospekt

Die zweimanualige Orgel mit angehängtem Pedal und 13 Registern wurde im Jahre 1619 von dem aus Groningen stammenden Orgelbaumeister Edo Evers geschaffen. Dieser hatte in den Jahren von 1616 bis 1630 seine Werkstatt in Emden und Jever. Das Instrument ist damit nach der Orgel der Rysumer Kirche das zweitälteste erhaltene in Ost-Friesland. Es befindet sich heute auf der Westempore der Kirche. Ursprünglich stand es an der Nordseite des Querschiffs im Bereich der Vierung. Nach dem Teilabbruch im Jahre 1830 wurde die Orgel auf einer neuen Empore an der Ostseite der Kirche aufgestellt. Im Jahre 1890 wurde sie an ihren heutigen Standort versetzt, nachdem ein neuer Altar angeschafft wurde.
Die reich verzierte Kanzel ist ein Werk des Meisters Egbert Harmens Smit aus Norden und wird auf das Jahr 1699 datiert. Der Korb wird von gedrehten Ecksäulen gegliedert. In den Zwischenräumen befinden sich Rundbögen aus Rankenwerk sowie die Statuetten der Evangelisten. Der Schalldeckel hat einen ungewöhnlich hohen, reich verzierten Aufbau. Er wird in rund sieben Metern Höhe von einem siegreich Fahnen schwenkenden Christus bekrönt.
Die Kronleuchter sind Werke aus den Jahren 1656 und 1700. Sie wurden der Kirche von Gemeindemitgliedern gestiftet.
Das Gestühl mit den flachen Reliefschnitzereien entstand, wie auch der Altartisch, die südlichen Priechen, die Aposteldarstellungen an der Empore und die Grabtafel für David Fabricius um 1700. Der neugotische Altaraufsatz wurde 1891 in der Kirche aufgestellt. Er zeigt in seinem Mittelfeld ein Bild des gekreuzigten Jesus, während in den offenen Seitenfeldern zwei Apostelfiguren aufgestellt sind. Der Aufsatz wird mit Spitzbögen und Fialen bekrönt.
Die östlichen Glasfenster wurden 1999 von Günter Grohs geschaffen, das nicht mehr benutzte Retabel an der Nordwand im Jahre 1979 von dem Bildhauer Erich Brüggemann aus Winsen (Luhe).

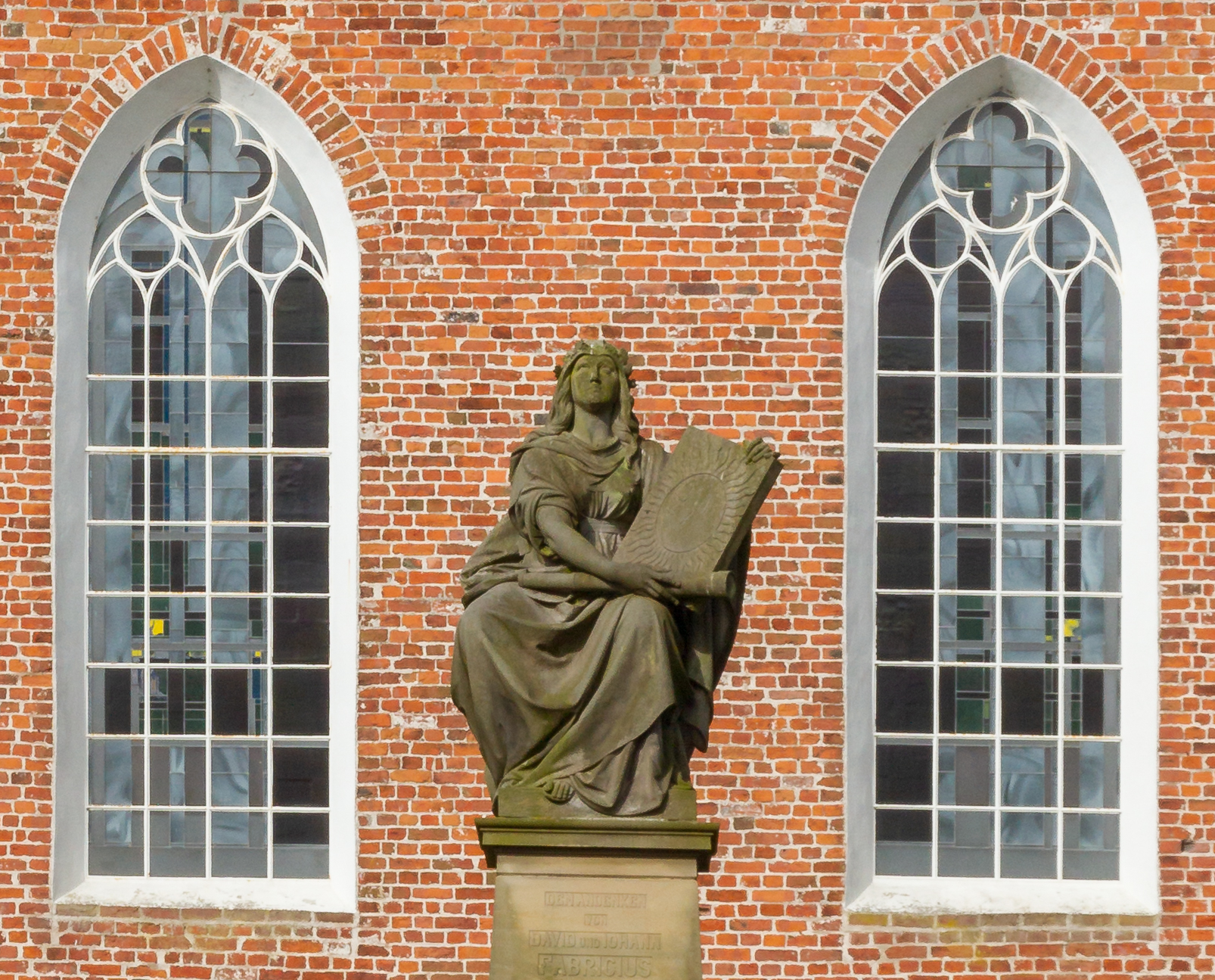
Denkmal für David und Johann Fabricius auf dem Friedhof.

Vor der Kirche befindet sich ein Denkmal des Astronomen David Fabricius. Es steht auf dem Friedhof an der Stelle, wo sich bis zum Teilabbruch 1830 der Hochaltar befand und zeigt die Urania. Sie trägt in ihren Händen ein Fernrohr und eine Tafel mit der Sonnenscheibe nebst den Sonnenflecken und weist darauf hin, dass David und Johannes Fabricius von Osteel aus um 1600 bedeutende astronomische Entdeckungen machten, zu denen die Entdeckung der Sonnenflecken sowie die Veränderlichkeit des Sterns Omikron Ceti im Sternbild Walfisch gehören. David Fabrizius war evangelischer Pastor in Osteel und wurde dort am 7. Mai 1617 von einem Dorfbewohner erschlagen, den er in einer Predigt des Diebstahls bezichtigt hatte. Ein Erinnerungsstein an das Verbrechen befindet sich in der Osteeler Kirche. Das Denkmal auf dem Friedhof wurde 1895 errichtet.